# Faro de Punta Cires
El faro de Punta Cires es un faro situado en la Punta Cires, a 50 kilómetros de la ciudad de Tánger, en la región de Tánger-Tetuán-Alhucemas, Marruecos. Está gestionado por la autoridad portuaria y marítima del Ministère de l'équipement, du transport, de la logistique et de l'eau.

## Características
Se trata de una torre de mampostería cilíndrica lisa.